# Ái (digramme)
Pour les articles homonymes, voir AI.
Ái (minuscule ái) est un digramme de l'alphabet latin composé d'un A accent aigu (Á) et d'un I.

## Linguistique
- En irlandais le digramme « ái » représente généralement la voyelle longue [aː] entre une consonne vélarisée et une consonne palatalisée. Voir phonologie de l'irlandais.

## Représentation informatique
Comme pour la majorité des digrammes, il n'existe aucun encodage de « ái » sous la forme d'un seul signe. Il est toujours réalisé en accolant les lettres Á et I,.